# Маньківка (Сватівська міська громада)
Манькі́вка — село в Україні, у Сватівській міській громаді Сватівського району Луганської області. Населення становить 379 осіб. Орган місцевого самоврядування — Маньківська сільська рада. Сільраді підпорядковані також села Новопреображенне і Павлівка. Площа села 665,1 га. На території села споруджено декілька ставків.

## Назва
Одна з місцевих легенд переповідає про засланого конокрада Манька з Черкащини, що оселився в цих краях і дав початок сучасному селу. Інша версія виводить назву села від першопоселенців, родини Маньків.

## Історія
Засноване у XVII столітті вихідцями з Черкащини родинами Маньків та Коломиців. Перші оселилися в полі на вигоні, а другі в Березівському яру. Через те, що перші мали синів, а другі дочок, то досить швидко поріднилися та об'єдналися в одне село, яке стали звати Маньківкою. Село згадується під 1667 роком. Заселення цих земель наприкінці XVII — початку XVIII століть відбувалося за участі Ізюмського козацького полку. Люди приходили займалися рибальством, полюванням, бджільництвом. Вже у XVIII столітті в селі були вітряки. 1864 року село належало до Куп'янського повіту Харківської губернії. Мешканці села виготовляли лляні та полотняні тканини, кінську збрую, волові ярма. Сім'я Лабунських була відомими кожум'яками. В центрі села організовували ярмарок: встановлювали торгові ряди, гойдалки для молоді та дітей. У міжярмарковий період до села заїжджали коробейники, що пропонували різний крам.
У 1919 році в селі розпочалась радянська окупація. Першим сільським головою був Пронь Матвій Павлович.У тому ж році його й вбили.
1930 року під час примусової колективізації в селі утворили 2 колгоспи: «Новий рух» (голова Олексіїв Іван Іванович), «Червона площа» (Омельченко Михайло Кузьмич).
Під час Голодомору багато мешканців села загинуло від голоду. В людей забирали останнє приховане посівне зерно, квасолю, насіння. Дітей колгоспників тримали в дитячому садку цілодобово, годували один раз на день. Відомий випадок канібалізму, коли мешканець села Мокренко вбив і з'їв перехожого хлопця, що збирав милостиню і залишився переночувати. 8 колгоспників без суду були виселені на держбудівництво в Красноярськ, Ухту, Улан-Уде. 1965 року були реабілітовані.
Під час німецько-радянської війни близько 500 мешканців села було призвано до лав Червоної Армії. Понад 300 з них загинули на фронтах. Німецько-італійська окупація села була з літа 1942 і по 28 січня 1943 року. В селі діяла адміністрація разом з місцевими поліцаями. Голова сільради Григоренко Іван Савич був розстріляний в Нижній Дуванці. Розстріляні також 16-річні партизани Табунський Іван, Личман Дмитро та його мати. Під час окупації на роботи до Третього Рейху вивозили молодь трьома ешелонами: вересень 1942, жовтень 1942, грудень 1942. 28 січня 1943 року до села дійшли солдати 267 стрілецької дивізії. У приміщенні школи був зорганізований польовий шпиталь. 18 поранених загинуло від ран, поховані в братській могилі в сільському парку.
1948 року через нестачу тяглової сили та управлінських кадрів колгосп «20 років Жовтня» об'єднали з колгоспом «імені Сталіна» (Новопреображенне, Павлівка). 1950 року об'єднали з колгоспом «Червона площа». 1950 року село було електрифіковано, проведено лінію радіо.
2001 року була газифікована Маньківська школа, 2003 року газові магістралі прокладено на всіх вулицях села.

## Населення
Населення села становить 379 осіб, 208 дворів. 1864 року в селі мешкало 1000 осіб в 100 дворів. 2005 року в селі народилося 8 немовлят, померло 12 людей. За переписом 2001 року в селі мешкало 568 осіб.

## Економіка
За радянських часів землі Маньківки були об'єднані в колгосп «20 років Жовтня» (до 1940 року «Новий рух») зерново-тваринницького спрямування. 1950 року колгосп налічував 60 корів, 60 пар волів, 30 пар коней, 6 тракторів ХТЗ, 2 комбайни «Комунар» і «Сталінець», а вже 1967 року 32 трактори, 22 автомашини, 24 зернових комбайни, 2200 голів великої рогатої худоби, 1500 свиней, 840 голів овець, 75 коней. Державі було продано 1230 тон зерна, 180 тонн м'яса, 1179,4 тону молока, 137 тис. яєць, 2,6 тону овечої вовни.
Загальна площа угідь становила 6,4 тис. га. Колгосп займався вирощуванням пшениці, соняшника, цукрових буряків. Колгосп був передовим господарством «мільйонером». Часто передовики відвідували ВДНГ у столиці в Москві.
Директори колгоспу:
- 1950 — Лічман Петро Антонович.
- 1950—1969 — Гордієнко Василь Устимович.
- 1969—1987 — Піскун Петро Павлович
- 1987 — Пожаров Леонід Іванович.

Після розпаювання колишніх колгоспних земель на території земель села утворилося приватне підприємство агрофірма «Злагода», 11 фермерських господарств: Батьківщина, Криниця (Проскурин Олександр Павлович), Центр, Козаче, Проскурине (голова Проскура Сергій Іванович), Урожай (голова Коломацький Олексій Васильович) та ін.

## Транспорт
Село розташоване за 180 км автошляхами від обласного центру, місто Луганськ, за 32 км від районного центру, місто Сватове. Найближча залізнична станція Білокуракине знаходиться за 25 км. Поряд з селом проходить автошлях Сватове — Білокуракине.

## Культура
Наприкінці XIX століття в селі стараннями сестри священника була відкрита церковноприходська початкова школа. Вона була в ній першою вчителькою. 1912 року було започатковане будівництво нового приміщення для школи. 1969 року зведено нову двоповерхову будівлю. Середня загальноосвітня школа I—II ступенів села Маньківка зупинила свою діяльність.
1930 року в селі було відкрито фельдшерсько-акушерський пункт. 1951 року було розпочато будівництво нового приміщення під сільський клуб на 250 місць. На період 1955—1968 років припадає пік житлового будівництва — збудовано 130 будинків колгоспників, багато старих будинків було перебудовано. 1963 року в селі був зданий дитячий садочок на 50 місць. 1969 року зведено нову будівлю сільського клубу. Дороги в селі було заасфальтовано, зведено точку місцевого радіомовлення. Зведено Дім тваринництва.
У селі працює фельдшерсько-акушерський пункт, аптека, сільський клуб, бібліотека і декілька магазинів. Сільська рада дбає про порядок на території села, традиційно проводить свято села, свята вулиць, вітання ювілярів, візити пошани до ветеранів та одиноких стариків, сільські вечори дозвілля, суботники, вітання багатодітних дітей з родинними святами.

## Церква
У селі існувала церква, 1935 року приміщення церкви переобладнали в сільський клуб.

## Відомі особистості
- Вінокуров Іван Петрович — механізатор, нагороджений орденом Леніна.
- Гапочка Михайло Андрійович — ветеран, громадський діяч, автор книжок-спогадів про минуле села.
- Гордієнко Василь Устимович — голова колгоспу, нагороджений орденом Червоного Прапора Праці за високі врожаї 1957 року.

## Також
- Перелік населених пунктів, що постраждали від Голодомору 1932-1933, Луганська область